# Бык (Воронежская область)
Бык — хутор в Кантемировском районе Воронежской области России.
Входит в состав Зайцевского сельского поселения. Расположен от райцентра Кантемировки в 40 км по асфальтной дороге, по полям — всего в 13 км.

## История
Был основан предположительно в начале XIX века. Название хутора связано с тем, что до революции здесь была ферма, где выводили племенных быков.
До Великой Отечественной войны на хуторе было 360 дворов и более тысячи жителей. Работала начальная школа на 30 детей, магазин, клуб. Люди трудились в колхозе имени Сталина, который потом переименовали в «50 лет Октября».
Хутор в те годы неформально делился на две части. Ту, что побольше, называли «москаливкой» (тут жили «москали», то есть русские), а чуть выше по логу была «хохливка» (здесь обитали «хохлы» — украинцы).

## Современность
В 2010 году, согласно данным Всероссийской переписи населения, на хуторе проживало 5 жителей.
Ныне в селе 1 улица — Полевая, по состоянию на 2017 год — 1 двор и 2 жителей. 

## География

### Улицы
- ул. Полевая.